# Proyección de Caldwell

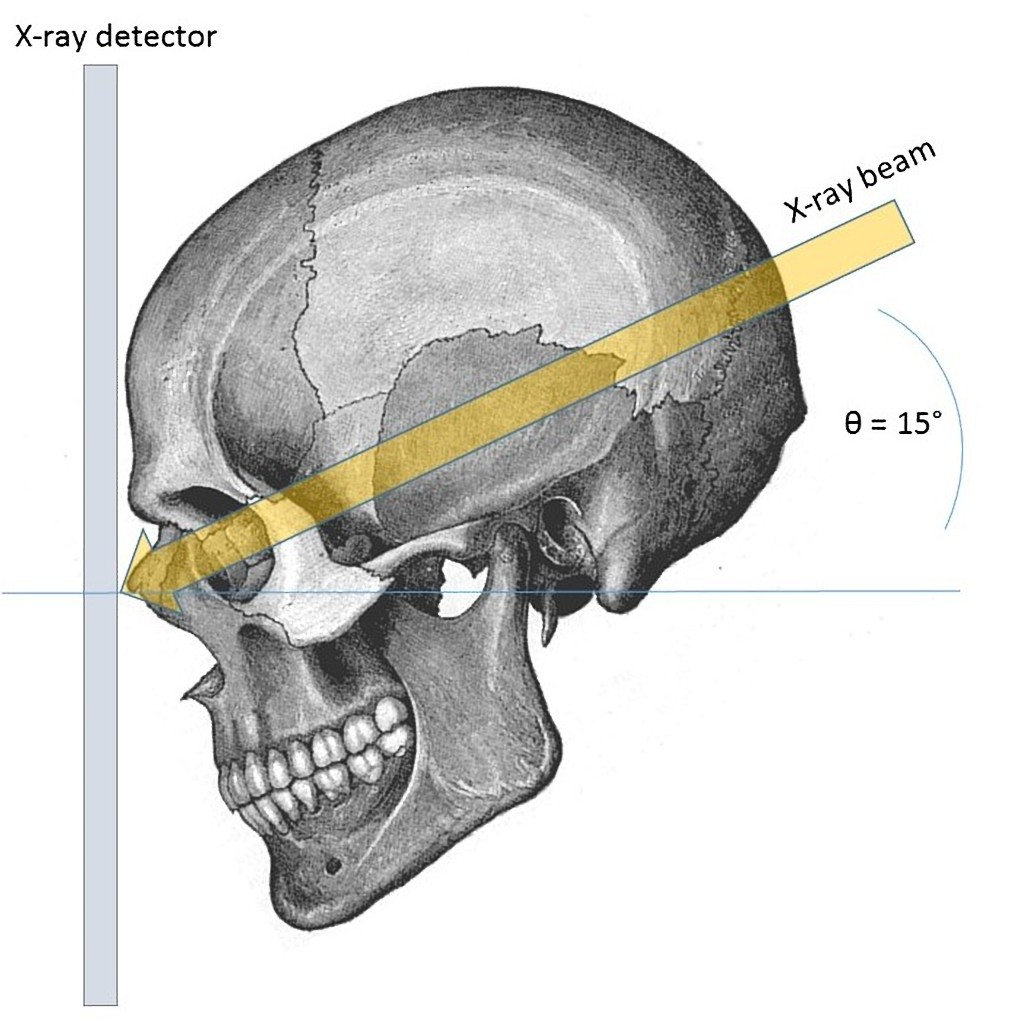

La radiografía de Caldwell (Caldwell's view en inglés) o también llamada radiografía postero-anterior (PA) de senos paranasales, es una proyección radiológica específica para la visualización de los senos frontales y etmoidales. Los pacientes con sospecha de sinusitis frontal (cefalea frontal predominante) deben ser dirigidamente estudiados mediante una proyección póstero-anterior en ángulo de Caldwell.

## Técnica
La posición del paciente puede ser en bipedestación, sentado o en decúbito ventral. La posición de la región será alinear el plano sagital del paciente a la línea media de la mesa, dándole un giro a la mesa de manera que la línea órbitomeatal quede a unos 15º. El haz de radiación debe ser perpendicular a la lámina perpendicular del etmoides, incidiendo en glabela.
La distancia foco-película será a 1.10 m y con bucky, mientras que el tamaño de la película puede ser 8x10 o 10x12. El rayo central debe ser perpendicular a frente y nariz.

## Interpretación
Las principales estructuras a visualizar serán los senos frontales y etmoidales. Los criterios para su localización son:
- El peñasco del hueso temporal por debajo o en el piso de la órbita.
- La lámina perpendicular del hueso etmoides.